# ポール・ロワイヤル論理学
『ポール・ロワイヤル論理学』（Logique de Port-Royal）、正式名称『論理学、あるいは思考の技法』（La logique, ou l'art de penser）とはアントワーヌ・アルノーとピエール・ニコルの共著として記され、1662年に出版された論理学に関する書籍である。

## 経緯
本書は著者であるアントワーヌ・アルノー、ピエール・ニコルによってルネ・デカルトの『省察』の仏訳者リュイヌ（Duc de Luines）公爵の子息であるアルベール伯爵（後にシュヴルーズ公爵）に論理学の主要部分を伝えるために著された。
その後も著者らは改訂を行い、本書のはしがきにその理由として、直筆原稿から幾人かの人を経て分筆、写筆し印刷されており、著者らは分筆、写筆をされることが続き、誤った内容が伝わることを防ぐためであったと記している。

## 日本語訳
- アントワーヌ・アルノー／ピエール・ニコル『ポール・ロワイヤル論理学』

山田弘明・小沢明也訳、法政大学出版局、2021年。ISBN 4588151207